# Amadeu de Savoia-Aosta (III duc d'Aosta)
Amadeu de Savoia-Aosta, III duc d'Aosta (Torí 1898 - camp de concentració de la Royal Army a Nairobi 1942). Príncep d'Itàlia i duc d'Aosta de la casa de Savoia amb el tractament d'altesa reial.
Nascut el dia 21 d'octubre de 1898 a la ciutat de Torí sent fill del duc Manuel Filibert de Savoia-Aosta i de la princesa Helena d'Orleans. Amadeu era net per via paterna del rei Amadeu I d'Espanya i de l'aristòcrata Maria Vittoria del Pozzo, princesa de la Cisterna i per via materna del príncep Felip d'Orleans i de la princesa Maria Isabel d'Orleans. Amadeu era besnet del rei de la Unificació, Víctor Manuel II d'Itàlia.
Casat el dia 5 de novembre de l'any 1927 al Palau de Capodimonte amb la princesa Anna d'Orleans, la parella va tenir dues filles:
- SAR la princesa Margarida de Savoia-Aosta, nada el 1930 al palau de Capodimonte. Es casà el 1953 amb l'arxiduc Robert d'Àustria-Este, duc de Mòdena.
- SAR la princesa Maria Cristina de Savoia-Aosta, nada el 1933 a Trieste. Es casà amb el príncep Casimir de Borbó-Dues Sicílies el 1967.

Format a l'exèrcit italià, lluità amb distinció a la Primera Guerra Mundial al comandament de l'artilleria italiana. Abandonà la seva carrera militar l'any 1921 i es dedicà a recórrer l'Àfrica ingressant posteriorment de nou a l'exèrcit sota les ordres del mariscal Rodolfo Graziani lluitant per la pacificació de Líbia.
El 1932 ingressà a l'exèrcit de l'Aire italià i esdevingué governador d'Etiòpia després de la conquesta italiana de 1936. El 1940 augmentà els seus atributs polítics a la regió i esdevingué governador general de l'Àfrica Oriental Italiana i Comandant en cap de l'exèrcit italià a la regió. Encarregat de la supervisió de l'ocupació italiana de la Somàlia britànica, l'ofensiva fou avortada pels britànics i el duc fou fet presoner l'any 1941 incapaç d'aguantar als britànics.
Internat en un camp de concentració a Nairobi morí el dia 3 de març de 1942 a conseqüència de la tubercolosis i la malària contretes al camp de concentració fruit de les dolentíssimes condicions higièniques i alimentàries.
Esdevingut duc d'Aosta l'any 1931 després de la mort del seu pare, la seva fama de gentleman li va sobreviure. Des del comte Ciano, ministre d'afers estrangers del govern de Mussolini, fins a l'emperador Haile Selassie d'Etiòpia, manifestaren el seu respecte al duc d'Aosta per la seva cavallerositat.
A la seva mort el succeí el seu germà, el príncep Aimone de Savoia-Aosta que ostentà el ducat des de 1942 fins a 1948.

## Condecoracions
Cavaller de l'Orde Suprem de la Santíssima Anunciació (1919)
 Gran Creu de Cavaller de l'Orde de Sant Maurici i Sant Llàtzer (1919)
 Gran Creu de Cavaller de l'Orde de la Corona d'Itàlia (1919)
 Cavaller de l'Orde Civil de Savoia
 Cavaller d'Honor i Devoció del Sobirà Orde Hospitalari de Malta
 Oficial de l'Orde Militar de Savoia (10 d'agost de 1928)
 Medalla d'Or al Valor Militar (1941)
 Medalla de Plata al Valor Militar
 Medalla commemorativa de la Unitat d'Itàlia 1848-1918
 Medalla del combatent voluntari
 Creu al Mèrit de Guerra (1918)
 Medalla commemorativa italiana de la Victòria de 1918
 Medalla commemorativa de la guerra 1915-1918 (4 anys de campanya)
 Medalla commemorativa de les operacions militars a l'Àfrica Oriental Italiana 1935-36
 Medalla de reconeixement pels voluntaris de la Campana a l'Àfrica Oriental 1935-1936
 Medalla al Mèrit pel llarg comandament a l'Exèrcit (10 anys)
 Medalla militar aeronàutica per la llarga navegació aèria (10 anys)
 Medalla d'or pel mèrit en la salut pública (15 de novembre de 1884)